# Teotlalpan

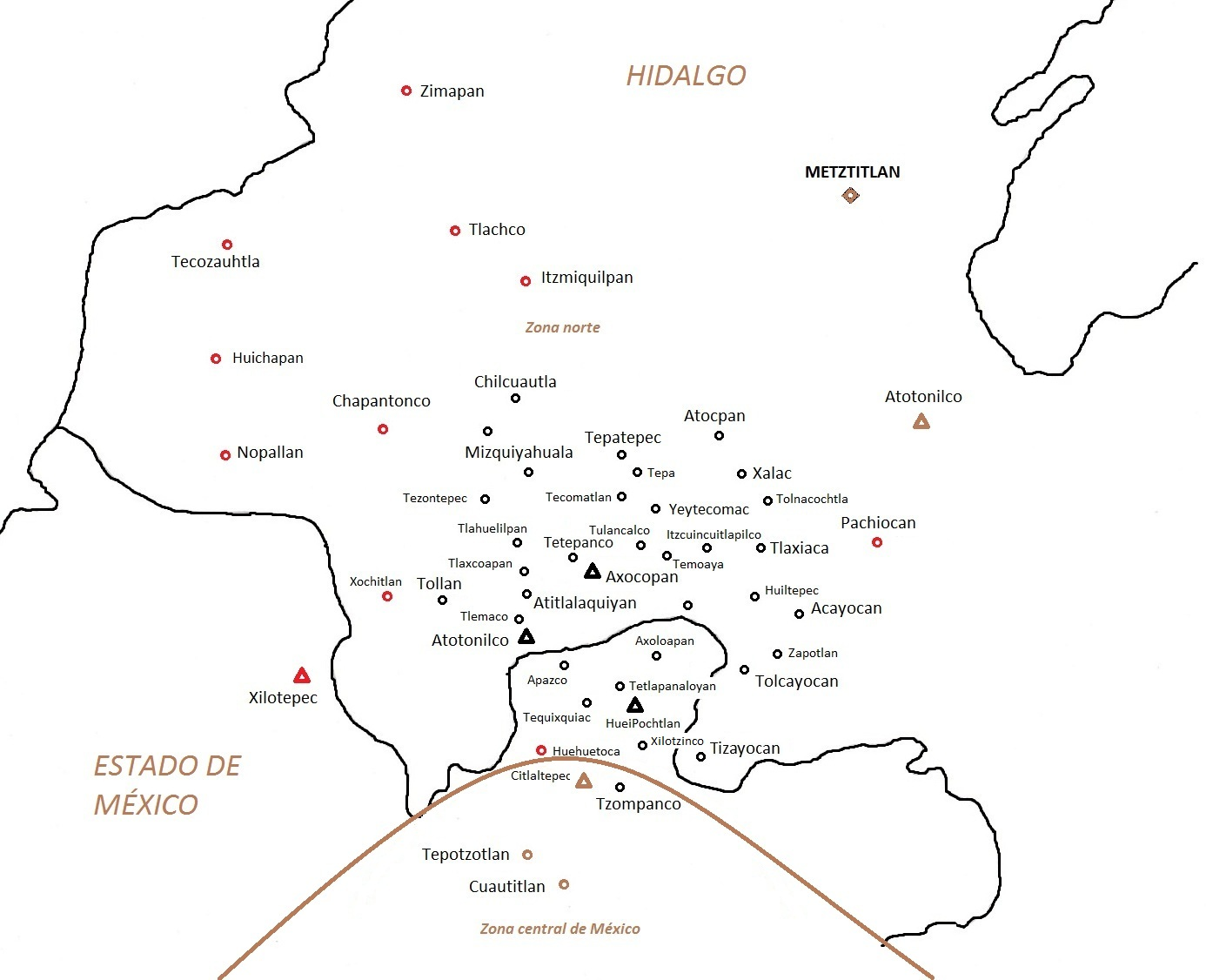
Le Teotlalpan, selon Sherburne Cook.

Teotlalpan était une région mésoaméricaine alliée de Tenochtitlan durant le XVIe siècle.

## Nom
Le nom espagnol Teotlalpan a plusieurs interprétations, la plus commune étant la Terre des dieux, d’après teotl (dieu) et tlalli (terre). Il pourrait aussi provenir de l'Aztèques Mictlampa ou Terre des morts.
Une autre signification pourrait être vallée désertique , en langue nahuatl Teotlalli signifie désert, vallée ou plaine. Or, presque toute la région est aride et est constituée de collines, de mésas et de petites chaînes de montagnes.

## Géographie

Région de l'ancienne Teotlalpan.

Ce territoire est connu par les Chichimeca-Nahuas comme un pays de plaines arides ou désertes, étrange, dangereux, et administré par le royaume de Acolhuacan,. Les champs sont irrigués par la rivière Tula, les berges des rivières sont utilisées pour l'irrigation et l'élevage, la région est caractérisée par des vallées verdoyantes et des collines très arides.
L'orographie est formée de la Sierra de Tepotzotlán, le Cerro Mesa Ahumada et la Sierra de Tetzontlalpan au sud with une petite forêt de chênes, le pays intérieur est le Cerro del Xicohco, à l'est se trouve la Sierra de Pachuca, au nord la Sierra Juárez à Ixmiquilpan et à l'ouest la Sierra de Tecozautla.
La région septentrionale de la Vallée de Mexico n'a jamais été bien définie, mais elle inclut les provinces de Hueypoxtla et Axacopan. Il est dit qu'elle commence à la fin d'Otompan, les altepeme comme Huehuetoca, Coyotepec, Zitlaltepec, Itzcuincuitlapillan, Hueypoxtla, Tzompanco, Xilotzinco, Tequixquiac, Tetlapanaloya, Apazco, Ajoloapan, Zacacalco, Tetzontlalpan, Tolcayohcan, Tizayohcan, Tetzontepec, Cempoalan, Pachuca, Coscotitlan, Nopalapa, Nopancalco, Epazoyohcan et s'étend à travers la vallée aride connue actuellement sous le nom de Mezquital Valley vers des lieux tels que Tepexi, Chantepec, Atotonilco, Tlachcoapan, Atitalaquia, Tetepanco, Tolnacuxtla, Tecama, Chilcuautla, Tepatepec, Mizquiahuala, Ixmiquilpan, Zimapan, Nopala, Tecozautla, Actopan, Chapantongo et toute la région bordant la cité mythique de Tula.